# Neea liesneri
Neea liesneri är en underblomsväxtart som beskrevs av Julian Alfred Steyermark. Neea liesneri ingår i släktet Neea och familjen underblomsväxter. Inga underarter finns listade i Catalogue of Life.